# 길례르미 두 프라두
길레르미 도 프라도(Guilherme do Prado, 1981년 12월 31일 ~ )는 브라질의 전 축구 선수이다.